# Electroforesi

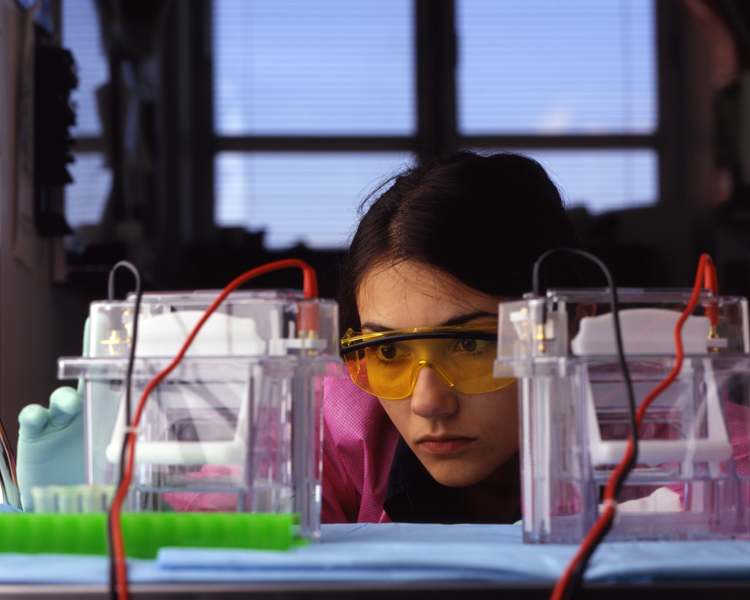
Una científica utilitza un aparell d'electroforesi per a separar proteïnes segons la seua massa molecular

L'electroforesi consisteix en el transport de molècules sota l'acció d'un camp elèctric. Aquest fenomen electrocinètic es va observar per primera vegada l'any 1807 per Reuss, que es va adonar que l'aplicació d'un camp elèctric constant causava que partícules d'argila disperses en aigua migressin. Aquest moviment és causat per la presència d'una interfície carregada entre la superfície de la partícula i el fluid circumdant.
L'any 1937, Tiselius va desenvolupar una tècnica que aplicava aquest principi per a la separació de proteïnes i que el va fer mereixedor del Premi Nobel de Química. Aquesta tècnica, i les seves variants, han esdevingut unes eines fonamentals en els laboratoris bioquímics. L'electroforesi és una tècnica útil per estimar la puresa d'una mostra, i és molt sensible a variacions de pes molecular, mida molecular, i fins i tot l'estructura proteica i dels àcids nucleics.

## Teoria
El fenomen de l'electroforesi es dona en partícules carregades superficialment quan hi apliquem un camp elèctric extern que hi exerceix una força electroestàtica de Coulomb. D'acord amb la teoria de la doble capa elèctrica, totes les càrregues superficials en líquids són apantallades per una capa difusa d'ions, que té la mateixa càrrega absoluta que la superficial, però de signe oposat. El camp elèctric també exerceix una força sobre els ions de la capa difusa que té direcció oposada a la que actua sobre la càrrega de superfície. Aquesta última força no s'aplica realment a la partícula, sinó als ions de la capa difusa situats a poca distància de la superfície de la partícula, i part d'ella es transfereix a la superfície de la partícula a causa de la tensió viscosa. Aquesta part de la força també es diu força de retardament electroforètic.
Si considerem la fricció hidrodinàmica de les partícules en moviment a causa de la viscositat del fluid, en cas de tenir un nombre de Reynolds (Re) baix i una intensitat del camp elèctric (E) moderada, la velocitat (v) d'una partícula és simplement proporcional al camp aplicat. La mobilitat elèctrica (μ), relació entre la velocitat d'una partícula i el camp elèctric aplicat, es defineix, doncs, com:
{\displaystyle \mu ={v \over E}}
Per proteïnes, l'equació també es pot descriure emprant la càrrega elèctrica (Z) i el coeficient de fricció (f), estretament relacionat amb la mida i l'estructura de la proteïna:
{\displaystyle \mu ={Z \over f}}
Les molècules més petites es mouen més ràpid que les grosses i, per tant, arriben abans a l'ànode. Això permet determinar la massa molecular d'una partícula desconeguda.